# Robert de Montesquiou
Marie Joseph Robert Anatole, comte de Montesquiou-Fezensac (ur. 7 marca 1855 w Paryżu, zm. 11 grudnia 1921 w Mentonie) – francuski poeta (symbolista), światowiec i kolekcjoner sztuki.
Robert de Montesquiou uchodzi za model bohatera powieści: À rebours Huysmansa (jako „dekadent” des Esseintes) oraz À la recherche du temps perdu Prousta (jako baron de Charlus).
Robert de Montesquiou był homoseksualny. W latach 1885–1905 jego sekretarzem, towarzyszem i być może kochankiem, był Argentyńczyk Gabriel de Yturri (1864–1905).

## Poezja
- Les chauve-souris, Richard, 1892
- Le chef des odeurs suaves, Richard, 1893
- Le parcours du rêve au souvenir, Charpentier et Fasquelle, 1895
- Les hortensias bleus, Charpentier et Fasquelle, 1896
- Les perles rouges, Charpentier et Fasquelle, 1899
- Les paons, Charpentier et Fasquelle, 1901
- Les offrandes blessées, Sansot, 1915
- Nouvelles offrandes blessées, Maison du livre, 1915
- Les quarante bergères: portraits satiriques en vers inédits, Librairie de France, 1925.

## Powieści
- La petite demoiselle, Albin-Michel, 1911
- La trépidation, Emile-Paul Frères, 1922